# Milinko Pantić
Milinko Pantić (Servisch: Милинко Пантић) (Loznica, 5 september 1966) is een Joegoslavische ex-voetballer afkomstig uit Servië.

## Clubcarrière
Pantić begint zijn carrière in 1985 bij Partizan Belgrado, waar hij zes jaar verblijft voordat hij vertrekt naar Panionios. Van 1995 tot en met 1998 komt hij uit voor Atlético Madrid, waarmee hij in zijn eerste jaar de landstitel en de nationale beker wint. In de finale van de Copa del Rey zorgt hij hoogstpersoonlijk met een kopbal dat zijn club met 1-0 wint van FC Barcelona. 
Bij Atlético Madrid wordt er elke thuiswedstrijd een bos anjers gelegd bij een cornervlag ter ere aan zijn kwaliteiten, zoals het nemen van corners. Dit is ontstaan in 1996. Supporter Margarita Luengo gooide tijdens de wedstrijd Atlético-Athletic Club elke keer als de Atlético scoorde een anjer op het veld. Het werd 4-1, Pantić scoorde 1x,  en daarmee werd ook de traditie geboren.
In een bekerwedstrijd tegen FC Barcelona in 1997 wist Pantić 4x te scoren in Camp Nou. Opmerkelijk genoeg verloor Atlético wel met 5-4.
Later kwam hij nog uit voor Le Havre AC en wederom Panionios.

## Interlandcarrière
Pantić kwam tijdens zijn carrière eveneens uit voor het Joegoslavisch voetbalelftal. Na zijn actieve loopbaan was hij werkzaam in de jeugd van Atlético Madrid.